# Liu Qi (Politiker)
Liu Qi (chinesisch 刘淇; geboren am 3. November 1942 in Wujin, Jiangsu) war ein chinesischer kommunistischer Politiker. Er war von 2002 bis 2012 Mitglied des Politbüros der Kommunistischen Partei Chinas und war bis Juli 2012 deren Parteisekretär in Peking.

## Karriere
Liu Qi ist Professor der Ingenieurwissenschaften und absolvierte sein Studium am Institut für Eisen und Stahl in Peking, heute die Universität für Wissenschaft und Technik Peking. Seit 1968 war er in der Wuhan Iron and Steel Company tätig, ehe er von 1993 bis 1998 Minister für die metallurgische Industrie wurde. Anschließend wechselte er nach Peking, dessen Bürgermeister er von 1999 bis 2003 war.
Leiter des Bewerbungskomitees für die Olympischen Spiele 2008 in Peking. 2007 wurde er zudem Vorsitzender des Pekinger Organisationskomitees des Chinesischen Olympischen Komitees für die Olympischen Sommerspiele 2008. Im November 2012 schied er beim 18. Parteitag der KPCh altersbedingt aus allen Funktionen aus.